# Daşoguz
Tasjauz (turkmeniska: Daşoguz, Dasjoguz; ryska: Ташауз, Tasjauz) är en stad är i norra Turkmenistan nära gränsen till Uzbekistan. Den är belägen i Amu-Darjas avrinningsområde på 88 meters höjd över havet, omkring 80 kilometer från Nukus i Uzbekistan, och 460 kilometer från Turkmenistans huvudstad Asjchabad. Enligt en uppskattning från 2005 hade den 199 500 invånare. Den är huvudstad i provinsen Tasjauz. Tasjauz grundades som ett ryskt fort i början av 1800-talet. Den fick stadsrättigheter 1924 (år 1926 uppgick befolkningen till omkring 4 000 personer). Den moderna staden planlades under sovjettiden, och har många monument och museer. Den är i dag ett regionalt administrativt och kulturellt centrum samt järnvägsknutpunkt. Den har även flygförbindelse med Asjchabad.